# Raderacher Weiher
Die Raderacher Weiher sind zwei Stillgewässer im Gebiet der baden-württembergischen Stadt Friedrichshafen im Bodenseekreis in Deutschland.

## Lage
Die 2,1 und 1,8 Hektar großen Raderacher Weiher, etwa 6,3 Kilometer nordwestlich der Friedrichshafener Stadtmitte auf einer Höhe von 438 m ü. NHN gelegen, gehören naturräumlich zum Bodenseebecken. Sie werden heute zu Zwecken der Fischerei genutzt.

## Hydrologie
Die Raderacher Weiher wurden nach dem Zweiten Weltkrieg durch Überstauung eines großen Verlandungsmoors innerhalb des Hepbacher-Leimbacher Rieds angelegt. Ihr Einzugsgebiet erstreckt sich auf 95 Hektar. Die Größe der Wasserflächen beträgt 2,1 und 1,8 Hektar, bei durchschnittlichen Tiefen von 0,9 bzw. 1,2 Meter und maximalen Tiefen von 1,0 und 2,0 Meter ergeben sich Volumen von rund 13.500 bzw. 22.100 Kubikmeter.
Die Zuflüsse erfolgen aus Hangquellen, der kleinere, südliche Weiher wird vom nördlich gelegenen Weiher gespeist. Der Abfluss erfolgt über Mühlbach und Brunnisach zum Bodensee und damit in den Rhein.

## Ökologie
Seit 1989 ist Friedrichshafen mit den Raderacher Weihern am Aktionsprogramm zur Sanierung oberschwäbischer Seen beteiligt. Ein wichtiges Ziel dieses Programms ist, Nährstoffeinträge in Bäche, Seen und Weiher zu verringern und die Gewässer dadurch in ihrem Zustand zu verbessern und zu erhalten.
Das Einzugsgebiet der Raderacher Weiher wird zu 40 Prozent für die Wald- und 60 Prozent für die Landwirtschaft – davon 40 % Grünland, 30 % Ackerland und 30 Prozent Sonderkulturen (Obstanbau) – genutzt.
| Jahr                                     | 1995  | 1996  | 1998*  | 1999*  | 2000*  | 2002   | 2008   | 2013  | 2018  | 2023  |
| ---------------------------------------- | ----- | ----- | ------ | ------ | ------ | ------ | ------ | ----- | ----- | ----- |
| Gesamt PO4-Phosphor (µg/l)               | 85,00 | 80,00 | 150,00 | 158,00 | 104,00 | 106,00 | 90,00  | 78,00 | 70,00 | 75,00 |
| Chlorophyll a (µg/l)                     | 27,00 | 15,00 | 39,00  | 54,00  | 39,00  | 47,00  | 46,00  | 27,00 |       |       |
| Chlorophyll a-Spitze (µg/l)              | 62,00 | 69,00 | 102,00 | 81,00  | 70,00  | 115,00 | 152,00 | 78,00 |       |       |
| anorganischer Gesamt-Stickstoff a (mg/l) | 0,26  | 0,17  | 0,75   | 0,45   | 0,84   | 0,68   | 0,22   | 0,26  |       |       |
| Sichttiefe (m)                           | 1,20  | 1,70  | 1,40   | 0,70   | 0,80   | 0,80   | > 1,20 | 1,20  |       |       |
| Trophiestufe                             |       |       |        |        |        |        |        |       |       | e2    |
| * jeweils nur sechs Messungen            |       |       |        |        |        |        |        |       |       |       |